# 1+1 (판매)
1+1은 판매 방식 중 하나이다.

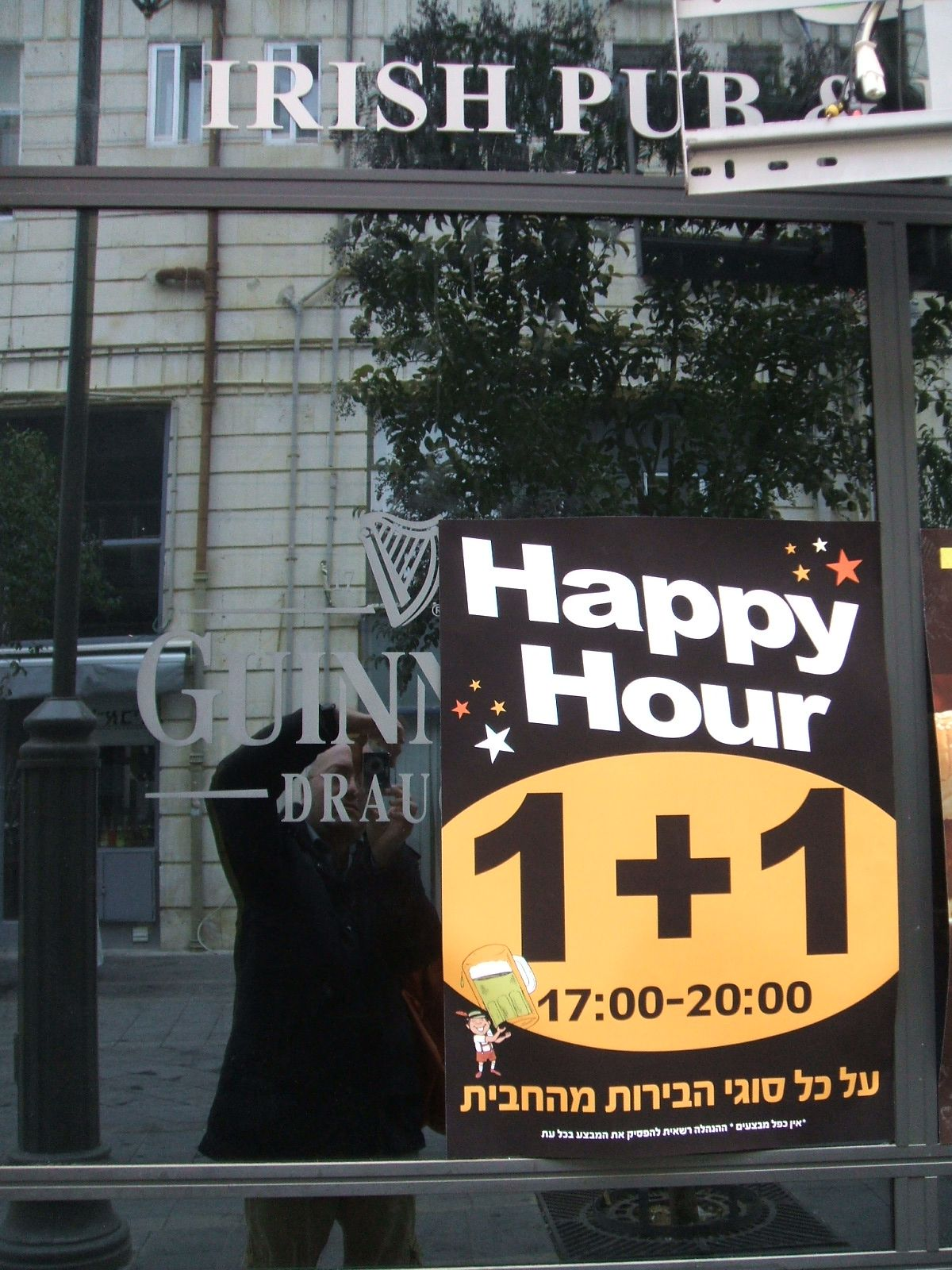
예루살렘 술집에 있는 해피 아워 표시로, 생맥주 1병 구매 시 1병 무료라고 적혀 있다.

영어권에서는, "Buy one, get one free"라고 하며, 약어인 BOGOF 또는 BOGO로 잘 알려져 있다.